# ميغيل ديليبيس
ميغيل ديليبيس سيتيين (بالإسبانية: Miguel Delibes Setién)‏ ـ (17 أكتوبر 1920 ـ 12 مارس 2010) هو روائي وصحفي ومحرر إسباني ينتمي إلى جيل 36، وهو من رموز الأدب الإسباني في مرحلة ما بعد الحرب الأهلية.
درَس ديليبيس التجارة والقانون وبدأ حياته كاتبًا بالصحف ثم صحفيًا بجريدة إل نورته دي كاستيّا، ثم رأس هذه الصحيفة قبل أن يتفرغ تدريجيًا للكتابة الروائية. كان عضوًا بالأكاديمية الملكية الإسبانية منذ سنة 1975 وحتى وفاته.

## أهم الجوائز
- جائزة نادال عن روايته «ظل السرو طويل» (1947)
- جائزة أمير أستورياس في الأدب (1982)
- درجة الدكتوراه الفخرية من جامعة بلد الوليد (1983) وجامعة كمبلوتنسي بمدريد (يونيو 1987)[11] وجامعة سلامنكا (2008)
- الجائزة الوطنية للآداب الإسبانية (بالإسبانية: Premio Nacional de las Letras Españolas)‏ ـ (1991)
- جائزة ميغيل دي ثيربانتس (1993)

## روابط خارجية
- ميغيل ديليبيس على موقع IMDb (الإنجليزية)
- ميغيل ديليبيس على موقع الموسوعة البريطانية (الإنجليزية)
- ميغيل ديليبيس على موقع مونزينجر (الألمانية)
- ميغيل ديليبيس على موقع إن إن دي بي (الإنجليزية)
- ميغيل ديليبيس على موقع قاعدة بيانات الفيلم (الإنجليزية)